# Hemicyclops
Hemicyclops is een geslacht van eenoogkreeftjes uit de familie van de Clausidiidae. 
De wetenschappelijke naam van het geslacht is voor het eerst geldig gepubliceerd in 1872 door Boeck.

## Soorten
- Hemicyclops aberdonensis (T. & A. Scott, 1892)
- Hemicyclops acanthophorus Humes, 1995
- Hemicyclops acanthosquillae Humes, 1965
- Hemicyclops amplicaudatus Humes, 1965
- Hemicyclops apiculus Humes, 1995
- Hemicyclops australis Nicholls, 1944
- Hemicyclops axiophilus Humes, 1965
- Hemicyclops biflagellatus Humes, 1965
- Hemicyclops columnaris Humes, 1984
- Hemicyclops ctenidis Ho & I.H. Kim, 1990
- Hemicyclops cylindraceus (Pelseneer, 1929)
- Hemicyclops dilatatus Shen & Bai, 1956
- Hemicyclops diremptus Humes, 1965
- Hemicyclops dubia (Thompson I.C. & Scott A., 1903)
- Hemicyclops giardelloides Gooding, 1963
- Hemicyclops gomsoensis Ho & I.H. Kim, 1991
- Hemicyclops humesi Kim I.H., 2009
- Hemicyclops indicus Sewell, 1949
- Hemicyclops intermedius Ummerkutty, 1962
- Hemicyclops japonicus Itoh & Nishida, 1993
- Hemicyclops javaensis Mulyadi, 2005
- Hemicyclops kombensis Humes, 1965
- Hemicyclops leggii (I. C. Thompson & A. Scott, 1903)
- Hemicyclops livingstoni (T. Scott, 1894)
- Hemicyclops magnus Kim I.H., 2009
- Hemicyclops membranatus Moon & I.H. Kim, 2010
- Hemicyclops minutus Mulyadi, 2005
- Hemicyclops mortoni Boxshall & Humes, 1987
- Hemicyclops nasutus Moon & I.H. Kim, 2010
- Hemicyclops nichollsi Karanovic, 2008
- Hemicyclops parilis Moon & I.H. Kim, 2010
- Hemicyclops perinsignis Humes, 1973
- Hemicyclops puffini (Thompson, 1888)
- Hemicyclops purpureus Boeck, 1872
- Hemicyclops saxatilis Ho & I.H. Kim, 1991
- Hemicyclops sebastiani Kihara & Rocha, 1993
- Hemicyclops spinulosus Itoh & Nishida, 1998
- Hemicyclops tamilensis (Thompson I.C. & Scott A., 1903)
- Hemicyclops tanakai Itoh & Nishida, 2002
- Hemicyclops thalassius Vervoort & Ramírez, 1966
- Hemicyclops thompsoni (Canu, 1888)
- Hemicyclops thysanotus Wilson C.B., 1935
- Hemicyclops tripartitus Kim I.H., 2009
- Hemicyclops ventriplanus Kim I.H., 2000
- Hemicyclops vicinalis Humes, 1995
- Hemicyclops visendus Humes, Cressey & Gooding, 1958
- Hemicyclops xiamenensis Ohtsuka, Ko & Xu, 2010